# Dražeň
Dražeň je obec v okrese Plzeň-sever v Plzeňském kraji. V obci, kam patří i osady Osojno a Bažantnice, žije 170 obyvatel.

## Geografie
Ves leží osm kilometrů jihovýchodně od Manětína v mírně kopcovitém terénu, který se svažuje k východu do údolí Dražeňského potoka. Vsí prochází silnice II/205.

## Název
Název vesnice v nejstarším známém prameni zní „u Dražka“, a je tedy odvozen z osobního jména Dražna ve významu Dražnův dvůr. V historických pramenech se název objevuje ve tvarech: Vdrascha (1193), Vdrazka (1214), in Drazen (1379, 1405), „co se týče vsi Drazyni“ (1512), Drassny (1654), Dražna nebo Draschen (1787) a Draschen nebo Dražno (1838).

## Historie
První písemná zmínka o Dražni pochází z roku 1193. V roce 1373 odkázal Racek z Bělé, majitel bělského panství, ke kterému ves patřila, plat z Dražně ve výši dvou kop grošů plaskému klášteru.

## Přírodní poměry
Dražeň sousedí na severu s Osojnem, na severovýchodě s Pláněmi, na východě s hospodářským dvorem Lomany, na jihovýchodě s Lomničkou, na jihu s Lozou, na jihozápadě s Lítým a na severozápadě s Bažantnicí a Hvozdem. Západně od vsi za Alžbětinským údolím začíná přírodní park Manětínská, severně od vsi je na svahu nad Osojnem stejnojmenná přírodní památka.

## Obyvatelstvo
Při sčítání lidu v roce 1921 zde žilo 271 obyvatel (z toho 122 mužů), z nichž bylo 263 Čechoslováků a osm Němců. Většina se hlásila k římskokatolické církvi, ale tři lidé byli evangelíci, 41 patřilo k církvi československé a 48 lidí bylo bez vyznání. Podle sčítání lidu z roku 1930 měla vesnice 301 obyvatel: 298 Čechoslováků a tři Němci. Převládala římskokatolická většina, ale ve vsi žilo také 34 evangelíků, 28 členů církve československé a 71 lidí bez vyznání.
| Rok            | 1869 | 1880 | 1890 | 1900 | 1910 | 1921 | 1930 | 1950 | 1961 | 1970 | 1980 | 1991 | 2001 | 2011 | 2021 |
| -------------- | ---- | ---- | ---- | ---- | ---- | ---- | ---- | ---- | ---- | ---- | ---- | ---- | ---- | ---- | ---- |
| Počet obyvatel | 234  | 272  | 255  | 304  | 265  | 271  | 301  | 224  | 214  | 175  | 148  | 155  | 133  | 150  | 150  |
| Počet domů     | 29   | 35   | 36   | 36   | 39   | 39   | 56   | 55   | 54   | 49   | 37   | 56   | 56   | 60   | 61   |

## Obecní správa
Mezi lety 1850–1960 byla Dražeň obcí v okrese Kralovice (1850–1930), posléze v okrese Plasy (1950) a později v okrese Plzeň-sever. V letech 1961–1991 patřila jako část obce k Hvozdu a od 1. ledna 1992 je opět samostatnou obcí. V letech 1850–1879 k obci patřila Lomnička.

### Obecní symboly
Znak a vlajka byly obci uděleny rozhodnutím předsedy Poslanecké sněmovny Parlamentu České republiky dne 17. dubna 2009.

## Pamětihodnosti
- kaplička Svaté Rodiny